# Sytuacja osób transpłciowych w Iranie

Położenie Iranu

Sytuacja osób transpłciowych w Iranie – osoby takie są prawnie akceptowane przez władze oraz możliwe jest legalne poddanie się operacji korekcji płci. Od 2008 r. Iran przeprowadza najwięcej po Tajlandii zabiegów tego typu, które są dofinansowywane przez państwo. Wynika to z presji władz w celu dopasowania wszystkich swoich obywateli do kategorii mężczyzn lub kobiet bez innych opcji dla osób homoseksualnych lub niebinarnych, które nie toleruje i prześladuje, a same transpłciowe osoby, które przeprowadzają tę operację, są piętnowane społecznie przez swoje rodziny i lokalne społeczności.

## Historia

### Przed 1979
W Iranie od lat 30. XX wieku przeprowadzano korekcje płci u osób interpłciowych. W 1963 r. ajatollah Ruhollah Chomejni napisał książkę w której stwierdził, że nie ma żadnych ograniczeń religijnych dotyczących operacji korekcyjnych u osób interpłciowych, chociaż nie dotyczyło to osób bez fizycznej dwuznaczności w narządach płciowych.

### Po 1979
Nowy rząd powstały po rewolucji islamskiej początkowo zrównał status osób tranpłciowych z homoseksualistami, których orientacja była karana biczowaniem, a nawet karą śmierci. Sytuacja zmieniła się dzięki działaniom Maryam Hatoon Molkara, która pisała listy do ajatollaha już od 1975, jeszcze w czasach gdy działał on na wygnaniu. Maryam przypisano przy porodzie płeć męską, jednak utożsamiała się jako kobieta i pragnęła uzyskać od religijne pozwolenie na operację korekty płci. W oparciu o jej precedens, ajatollah wydał w 1987 dopuszczającą takie zabiegi fatwę. Po ich przeprowadzeniu kobiety mają wymienione akty urodzenia i wszystkie oficjalne dokumenty na nowe, uwzględniające skorygowaną płeć i mogą legalnie poślubić mężczyzn.

### Teraźniejszość
Oryginalna fatwa Chomeiniego została potwierdzona przez obecnego przywódcę Iranu, Alego Chameneiego, a także jest popierana przez wielu innych irańskich duchownych. Jednak w  irańskim społeczeństwie wciąż istnieje piętnowanie osób transseksualnych, którym po zakończeniu korekcji zaleca się zachowanie dyskrecji na temat ich przeszłości. Są one dyskryminowane pod względem zatrudnienia, odrzucane przez rodziny i społeczności oraz upokarzane przez policję.